# Acrias tuberosa
Acrias tuberosa is een vliesvleugelig insect uit de familie Eulophidae. De wetenschappelijke naam is voor het eerst geldig gepubliceerd in 1973 door De Santis, Urban & Graf.